# Constans

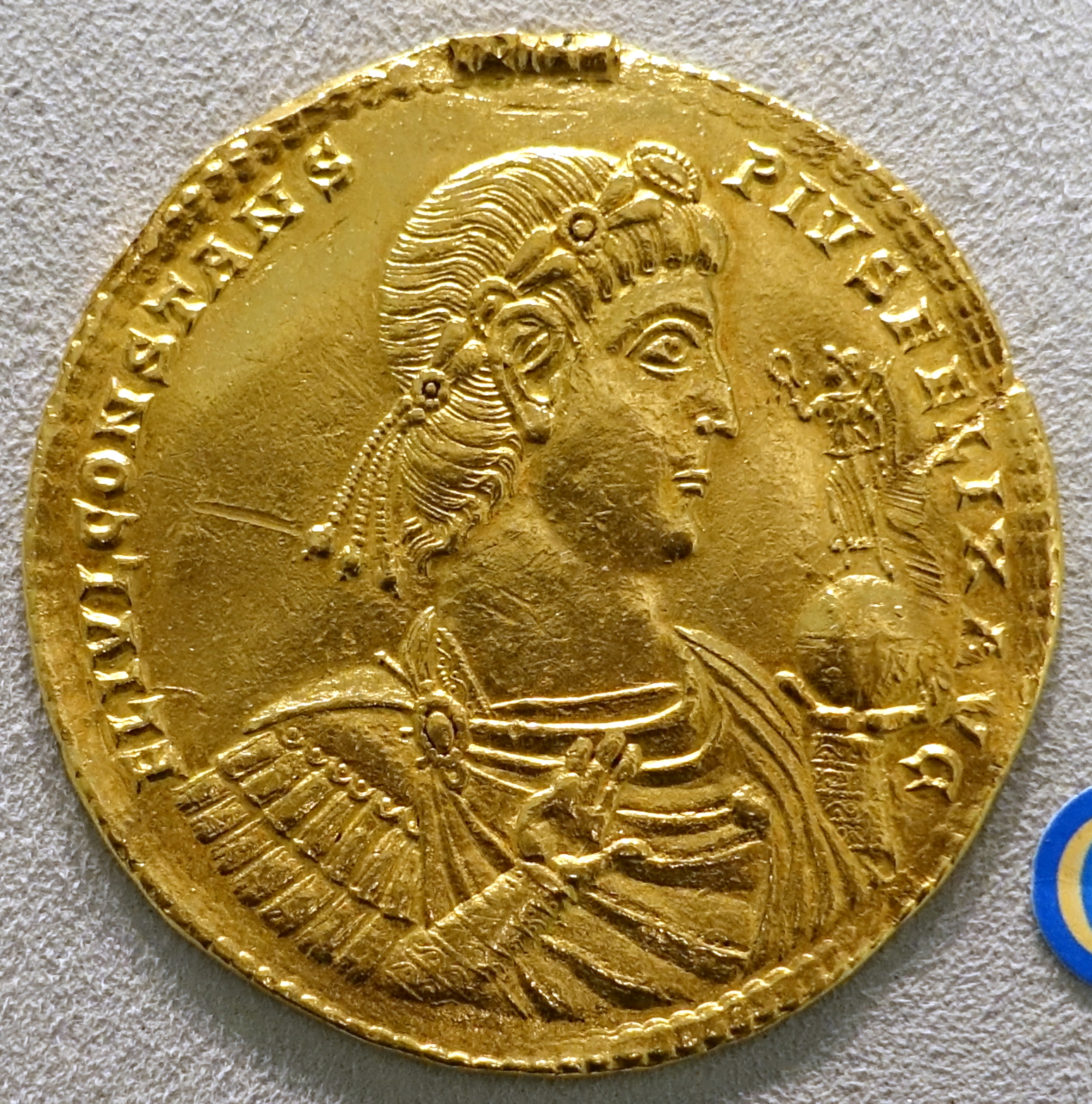
Goldmultiplum des Constans

Constans (* zwischen 320 und 323; † Februar 350 in Südgallien bei Elne), mit vollständigem Namen Flavius Iulius Constans, war der jüngste Sohn Konstantins des Großen und von 337 bis 350 römischer Kaiser. 333, noch im Kindesalter, wurde er zuerst zum Caesar (Unterkaiser) ernannt und herrschte nach dem Tod seines Vaters im Jahr 337 zusammen mit seinen beiden Brüdern Konstantin II. und Constantius II. als Augustus über das Römische Reich. Seit 340 beherrschte er den gesamten Westen. 350 wurde er von Häschern des Usurpators Magnentius ermordet.

## Zeitgeschichtlicher Hintergrund
Das Römische Reich durchlief zu Beginn des 4. Jahrhunderts einen tiefgreifenden Wandel. Constans’ Vater Konstantin der Große hatte sich in den Nachfolgekämpfen, die mit dem Ende der von Kaiser Diokletian begründeten Tetrarchie ausbrachen, durchgesetzt und begründete so die konstantinische Dynastie, der auch Constans angehörte. Während unter Diokletian die Bedeutung der Abstammung für die Legitimität kaiserlicher Herrschaft in den Hintergrund gerückt war, spielte dynastische Legitimation für Konstantin, der sein Kaisertum an seine Söhne weitergab, eine zentrale Rolle.
Bedeutsam war Konstantins Regierungszeit vor allem aus zwei Gründen: Zum einen begann die langsame Verschiebung der Zentralmacht in den Ostteil des Reiches mit der neuen Kaiserstadt Konstantinopel. Zum anderen förderte er seit 312 systematisch das Christentum und leitete somit die Christianisierung des Römischen Reiches ein (konstantinische Wende). Auch wenn die traditionellen Götterkulte nicht abgeschafft wurden, verloren sie fortan doch an Einfluss.
Konstantin hatte sich nicht zuletzt aus außenpolitischen Erwägungen für die neue Residenz am Bosporus entschieden, denn Konstantinopel lag etwa gleich weit entfernt von den bedrohten Grenzen des Reiches an Donau und Euphrat. Während jedoch an der Donau die Lage am Vorabend von Hunnensturm und „Völkerwanderung“ noch weitgehend gesichert war, blieb die Lage im Osten gefährlich, da sich die Perser nach einem unruhigen Frieden seit dem Ende der Regierungszeit Konstantins I. unter Schapur II. wieder im Krieg mit den Römern befanden. Ein weiterer außenpolitischer Brennpunkt war und blieb die stets von Plünderern bedrohte Rheingrenze in Gallien.

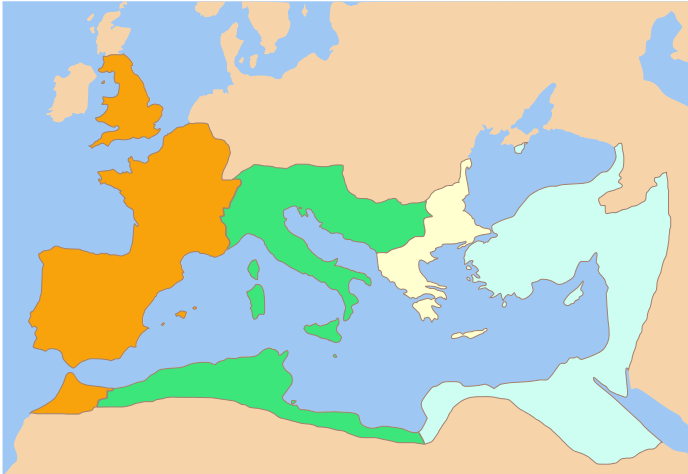
Teilung des Römischen Reichs nach dem Tod Konstantins I. im Jahr 337: Aufzählung von West nach Ost: Konstantin II. (orange), Constans (grün), Dalmatius (hellgelb), Constantius II. (türkis). Nach Dalmatius’ Ermordung wurde sein Herrschaftsgebiet zwischen Constans und Constantius II. aufgeteilt.

## Leben

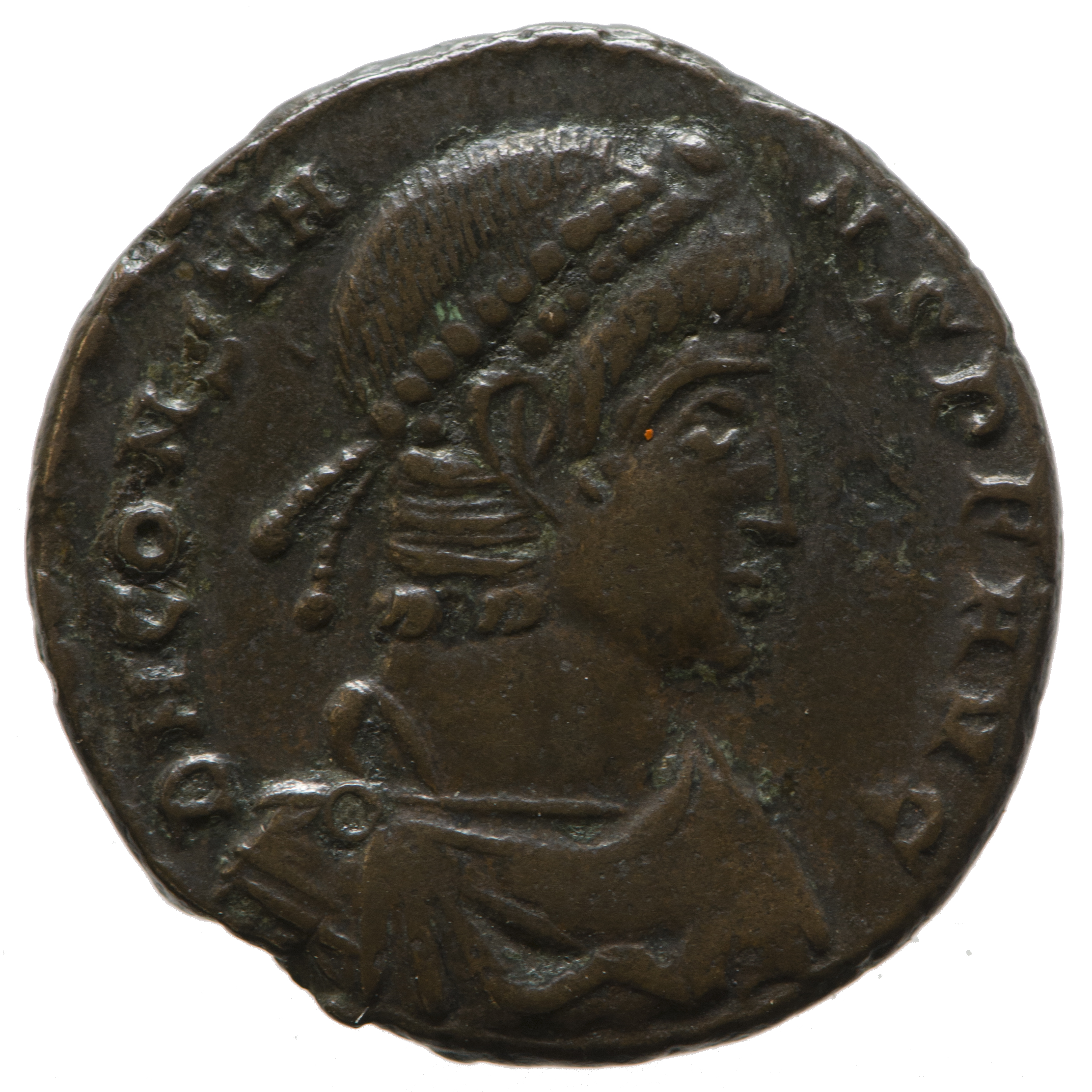
Münzporträt des Constans

Constans wurde zwischen 320 und 323 als dritter Sohn Konstantins des Großen und seiner Frau Fausta geboren. Seine Geschwister waren Konstantin II., Constantius II., Constantina und Helena. Constans wurde christlich erzogen und vor allem in der Rhetorik gefördert – ihn unterrichtete beispielsweise der berühmte Redner Aemilius Magnus Arborius. Schon als Kind – am 25. Dezember 333 – wurde er zum Caesar ernannt, zum Unterkaiser seines Vaters. Etwa im Jahr 335 ging er nach Italien, um dort die Regierungsgeschäfte zu übernehmen. Einige Jahre später verlobte er sich mit Olympias, der Tochter von Konstantins Prätorianerpräfekt Flavius Ablabius. Zur Hochzeit kam es jedoch nicht, die Gründe dafür sind umstritten.
Nach dem Tod Konstantins am 22. Mai 337 kam es zu einer Reihe von Morden: Militärs brachten diverse Verwandte des Kaisers um, offensichtlich in der Absicht, potentielle Rivalen der Konstantinssöhne auszuschalten. Ob diese – als Nutznießer der Aktion – in die Planungen verwickelt waren, ist umstritten, aber zumindest im Falle des Constans eher unwahrscheinlich. Antike Autoren verdächtigten eher seinen Bruder Constantius II., dessen Mitschuld aber nicht bewiesen ist. Konstantin II., Constantius II. und Constans nahmen schließlich am 9. September 337 die Titel von Augusti an und teilten einige Monate später auf der Konferenz von Viminacium im heutigen Serbien die Herrschaft im Reich unter sich auf. Constans erhielt neben Italien und Africa auch die ehemals von seinem ermordeten Vetter Dalmatius verwaltete Balkanhalbinsel als Zuständigkeitsbereich.
Kurz darauf kam es zu Konflikten zwischen Constans und seinem älteren Bruder Konstantin II., der in Gallien, Britannien und Hispanien herrschte. Constans wollte offensichtlich nicht akzeptieren, dass ihm im Gegensatz zu seinen Brüdern keine legislativen Kompetenzen zugestanden wurden. In seinem Reichsteil hatte er zwar die Regierung inne, die Gesetzgebung sollte aber eventuell Konstantin II. für den als zu jung befundenen Constans übernehmen. Als Constans trotzdem Gesetze erließ, kam es zum Konflikt mit Konstantin, der als ältester Konstantinssohn ohnehin den Vorrang im Gesamtreich beanspruchte, in dessen Verlauf der ältere Bruder 340 überraschend bei Aquileia getötet wurde. Um sich den Rücken freizuhalten, hatte Constans 339 Thrakien mit Konstantinopel an Constantius II. abgetreten.
Constans beherrschte nun den gesamten Westen, machte sich allerdings mit seiner Religionspolitik und seinem offenbar ungeschickten Umgang mit dem Heer viele Feinde. Außerdem kam es zu religions- und machtpolitischen Spannungen mit seinem Bruder Constantius, der den Osten regierte. Dennoch war er bei der Sicherung der Grenze gegen die Germanen sehr erfolgreich. Die Zwangsumsiedlung fränkischer Stammesgruppen ließ er auf einer Münze feiern, die einen römischen Soldaten zeigt, der eine kleine barhäuptige Gestalt aus einer Hütte wegführt. Das gleiche Motiv findet sich auch auf einer Münze Constantius’ II. Die Umschrift lautet FEL TEMP REPARATIO, eine Abkürzung für „Auf die Wiederherstellung glücklicher Zeiten“.
Dennoch wuchs im Heer die Unzufriedenheit. Am 18. Januar 350 wurde in Autun in Gallien der General Magnentius von den dortigen Truppen zum Kaiser ausgerufen, der sich rasch die Unterstützung des Heeres sichern konnte. Maßgeblich vorangetrieben wurde die Usurpation offenbar von Constans’ eigenem Schatzmeister Marcellinus.

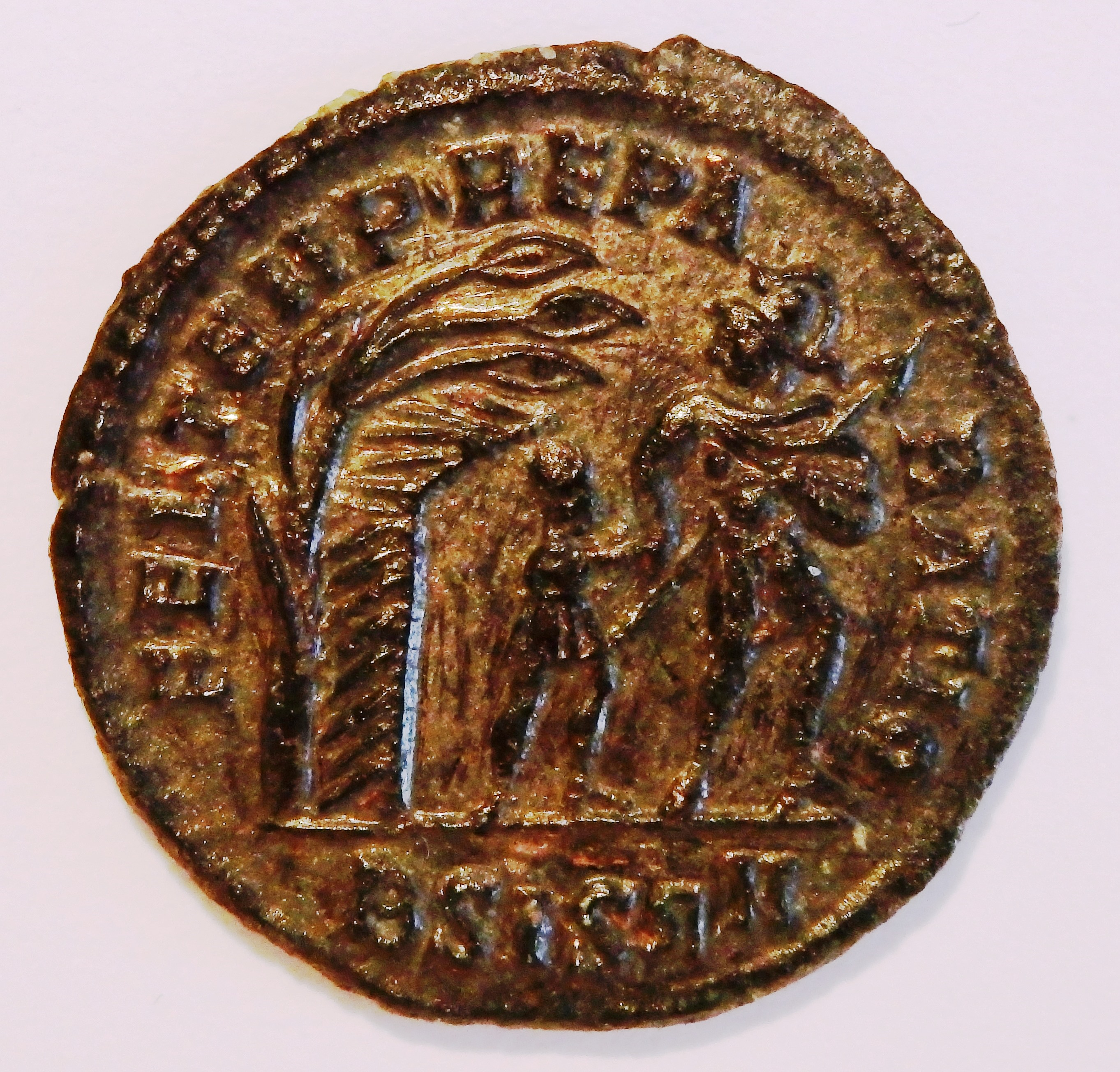
Zwangsumsiedlung fränkischer Stammesgruppen auf römischer Münze, ca. 348/350 geprägt

Constans fehlte jegliche Unterstützung außerhalb seines direkten Umfelds, und als er Magnentius zur Schlacht stellen wollte, meuterten seine Truppen, so dass er gezwungen war, die Flucht zu ergreifen; er konnte dem Usurpator jedoch nicht entkommen: Magnentius’ Parteigänger Gaiso holte Constans mit einem Reitertrupp im Kastell Helenas (heute Elne) am Fuß der Pyrenäen ein und tötete ihn. Magnentius wurde seinerseits schließlich 353 von Constantius II. besiegt, der damit die Macht im Gesamtreich übernahm.

## Religionspolitik

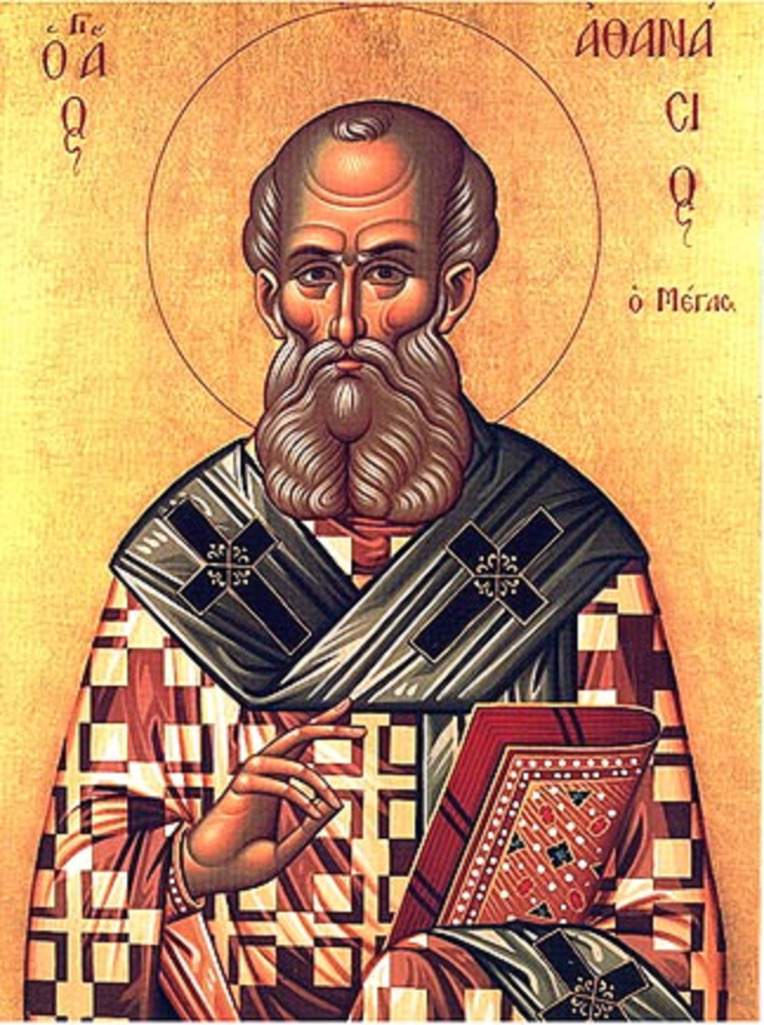
Athanasius, der wichtigste Gegenspieler der Arianer

Kaiser Constans war christlich erzogen worden. Er beschenkte die Kirchen sehr reich. Mediolanum (heute Mailand) hatte sich im 4. Jahrhundert, gleichzeitig mit dem Verkümmern Roms, zum administrativen Zentrum Italiens entwickelt. Dort residierten Hof und Verwaltung, und zudem war der dortige Bischofssitz aus ebendiesem Grund von immenser Bedeutung. In Mailand hatte sich Constans als Kaiser für das gesamte römische Westreich niedergelassen.
Nachdem sein arianisch gesinnter Bruder Constantius II. die führenden Bischöfe der Orthodoxie im Osten abermals verbannt hatte, die unter dessen Einfluss stehende Kirchenweihsynode von Antiochia von 341 die Parteinahme des Papstes Julius I. befürwortete und die römische Synode von 340/341 für Athanasius mit der Annahme von arianischen Glaubensformeln und der Verbannung der athanasianischen Partei endete, trat Constans ausdrücklich für die Sache der Orthodoxie ein. In Nordafrika versuchte Constans in den Jahren 347/348 vergeblich, mit Hilfe seiner Gesandten Paulus und Macarius eine Politik der Wiedervereinigung der Donatisten und Katholiken zu betreiben.
Auch eine erhoffte Versöhnung zwischen Arianern und Orthodoxen konnte Ende 344 nicht erreicht werden, als vier oströmische Bischöfe zu dem Kaiser kamen. Sie legten ihm ein so geschickt formuliertes und interpretierbares neues Glaubensbekenntnis (die formula macrostichos) vor, dass es für die in Mailand tagende Synode unannehmbar war. Erst nach einer Normalisierung der Beziehungen zwischen den beiden brüderlichen Kaisern im Jahre 346 distanzierten sich in der zweiten Synode von Mailand im Jahre 347 auch die letzten Bischöfe von den Arianern. Damit endete der Kampf des Kaisers Constans gegen den Arianismus in seinem Reichsteil mit einem fast vollständigen Sieg, auch wenn wenige Jahre später ein Bischof Auxentius als Nachfolger des Eustorgius von Mailand (344–350) wieder der arianischen Gruppierung angehörte. Constantius II. sympathisierte weiterhin mit den Arianern bzw. Homöern.
Constans hatte die politische Theologie, die Bischof Eusebius von Caesarea für Konstantin den Großen entwickelt hatte, angenommen. Als Träger der höchsten weltlichen Macht beanspruchte er, die Untertanen zur wahren Erkenntnis Gottes und zur Frömmigkeit zu führen. Solange die Kirche geeint ist, ist die Stellung eines christlichen Kaisers im Sinne des Eusebius eine einfache. Sobald aber verschiedene Parteien sich innerhalb der großen Kirchengemeinschaft bekämpfen, muss der Kaiser notwendig zum Vorkämpfer der einen oder der anderen Partei werden. Dies hatte bereits Konstantin der Große erfahren müssen.